# Статор
Статор е неподвижната част на система с подвижна част (ротор). Обикновено се намира в електрически генератори, електрически двигатели, сирени и други. Енергията преминава през статора към или от ротора на системата. В електродвигател, статорът осигурява въртящо се магнитно поле, което задвижва въртящата се котва. При генераторите, статорът преобразува въртящото се магнитно поле в електрически ток. В устройствата, захранвани с течност, статорът води потока от течност към или от въртящата се част на системата.

## В електрическите двигатели
В зависимост от конфигурацията на въртящо се електромоторно устройство, статорът може да работи като полеви магнит, взаимодействайки с котвата, за да се създаде движение, а може и да играе ролята на котвата, поемайки влиянието на движещите се полеви намотки на ротора. Първите генератори за постоянен ток (динамота) и постояннотокови двигатели имат полеви намотки върху статора, а намотките за производство на енергия или задвижване се помещават върху ротора. Това е необходимо, тъй като постоянно движещ се превключвател на захранването (комутатор) трябва да поддържа полето в правилна позиция спрямо въртящия се ротор. Комутаторът расте по размер и издръжливост с нарастване на тока. Статорът на такива устройства може да е или постоянен магнит или електромагнит.
Статорите се конструират от поредица успоредно свързани изолирани проводници, които се сплитат в машините с голяма мощност.